# Eois burla
Eois burla är en fjärilsart som beskrevs av Paul Dognin 1899. Eois burla ingår i släktet Eois och familjen mätare. Inga underarter finns listade i Catalogue of Life.